# 中津川 (岐阜県)

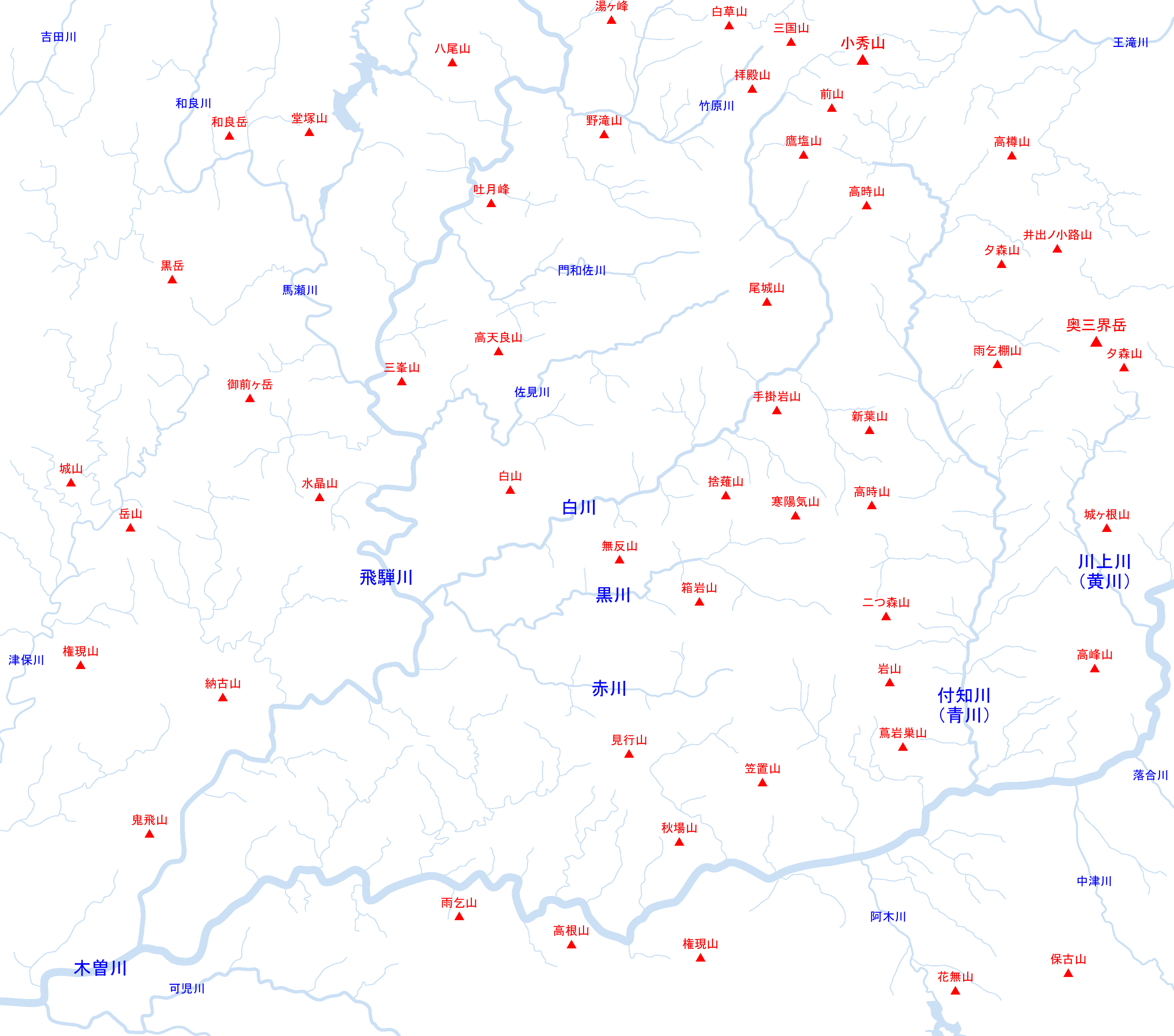
東濃五色川とその周辺の地理

中津川（なかつがわ）は、木曽川水系の一級河川。岐阜県中津川市を流れる。木曽川本川に合流する1次支川。

## 地理
岐阜県中津川市と長野県下伊那郡阿智村の境目付近にある恵那山に源を発し、中津川市駒場付近で木曽川に合流する。河川延長は約20キロメートル、うち河川法区域延長は約14キロメートル。
上流部は恵那山断層に横谷を作って流れるため急流となっている。中流部からは屏風山断層崖下に中津川扇状地を形成しており流れは緩やかで、扇端部で後田川・四ツ目川と合流する。下流の木曽川合流部近くでは下刻作用が盛んであり、深い渓谷を形成している。
流域には上流には恵那神社や恵那山ウェストン公園、下流部には本町公園・桃山公園などがある。

## 歴史
中津川市の中心部にある中津川橋は旧中山道にかかる橋であり、川の東側は中山道45番目の宿場町中津川宿であった。古い史料には、
川上川は駅の西の入口にありて俗に中津川といふ—『新撰美濃志』
川上渓，出自恵那岳，径駅中与木曽河合—『濃陽志略』
などと記されており、古くは川上川（かおれがわ）・川上渓とも呼ばれたことが分かる。

## 主な支流
一級河川のみ、下流側から順に記載。
- 四ツ目川
- 後田川
  - 前川

## 主な橋
- 妙見大橋
- 桃山橋
- 桃山大橋
- JR中央本線橋梁
- 中津川橋（旧中山道）
- 新中津川橋
- 中津川大橋（国道19号中津川バイパス）
- 中津川橋（中央自動車道）
- 川上橋（国道363号）

### かつての橋
- 第二中津川橋梁（旧・北恵那鉄道線）[6]
- 第一中津川橋梁（旧・北恵那鉄道線）[6] - 妙見大橋の真下をクロスするように架けられており、現在も遺構が残る。